# 李·阿什克罗夫特
李·阿什克罗夫特（英語：Lee Ashcroft，1993年8月29日—）是一名蘇格蘭足球運動員，司職後衛，現時效力蘇格蘭足球冠軍聯賽球會帕尔蒂克。

## 職業生涯

### 基马诺克
2013年5月11日，阿什克罗夫特在蘇格蘭足球超級聯賽對邓迪的比賽首次職業上場，四天後對希伯尼安的比賽打進生涯首顆進球，但球隊仍以3-1落敗。2013年5月14日，他與球會續約至2016年。2015年4月4日對马瑟韦尔的比賽，他首次擔任隊長。2016年5月23日，阿什克罗夫特與其餘五名球員一同不獲球會續約放棄。

### 邓弗姆林
阿什克罗夫特轉投剛晉級至蘇格蘭足球冠軍聯賽球會邓弗姆林，很快地便在蘇格蘭聯賽盃對阿布羅斯的比賽上場並以3-0取勝。他在球會首顆進球是在法夫德比對考登比斯的比賽取得。他在球會首場聯賽比賽是對鄧巴頓的賽事，他在完場前輸了點球和獲得紅牌離場，但球隊最終仍以4-3勝出。
阿什克罗夫在邓弗姆林效力四個賽季及擔任了2018/19賽季隊長，終在2020年5月約滿離隊，四年間共在各項比賽上場160次。

### 丹地
2020年7月，他與邓迪簽約加盟，並成為球隊常規成員，在對阿洛厄竞技的比賽打進聯賽首顆進球。季後他當選為球會最佳球員及足球先生。此外他亦入選PFA蘇格蘭年度最佳陣容。他除了防守出色外，進攻表現亦不差，在各項賽事共打進7球，包括晉級附加賽決賽第二輪的入球，使球隊能晉級至來季蘇格蘭足球超級聯賽。阿什克罗夫特亦入選為蘇冠年度最佳陣容成員。
2021年對马瑟韦尔的比賽，他在比賽中肌腱受損而需要動手術和缺席約3至4個月比賽。受傷期間他與球會續約至2023年。2022年3月對希伯尼安的比賽是他傷癒後首場比賽，以替補身份上場。不久他在對流浪者的比賽再一次受傷，這次同樣要動手術和提早結束賽季。
2022年8月對拉夫流浪的比賽，傷癒後的阿什克罗夫特以替補身份上場參賽，而球隊最隊以1-0取勝。

## 榮譽

### 個人
- PFA蘇格蘭年度最佳陣容：2020–21[16]
- 蘇格蘭足球冠軍聯賽年度最佳陣容：2020–21[18]